# (3486) Fulchignoni
(3486) Fulchignoni es un asteroide perteneciente al cinturón de asteroides, descubierto el 5 de febrero de 1984 por Edward Bowell desde la Estación Anderson Mesa (condado de Coconino, cerca de Flagstaff, Arizona, Estados Unidos).

## Designación y nombre
Designado provisionalmente como 1984 CR. Fue nombrado Fulchignoni en honor al astrónomo italiano Marcello Fulchignoni.